# Réguisheim
Réguisheim là một thị trấn ở tỉnh Haut-Rhin trong vùng Grand Est ở đông bắc Pháp. Thị trấn này có diện tích 23,87 km², dân số năm 1999 là 1771 người. Khu vực này có độ cao 212 mét trên mực nước biển.